# Juan Fermín de Aycinena e Irigoyen
Juan Fermín de Aycinena e Irigoyen (Ziga, Navarra, 7 de julio de 1729 - Nueva Guatemala de la Asunción, Capitanía General de Guatemala, 3 de abril de 1796) fue el patriarca del Clan Aycinena de Centroamérica.  

## Reseña biográfica
Originario de una familia pobre obtuvo una educación muy deficiente. Pero el joven navarro era fuerte y ambicioso y abandonó el hogar para ir a probar suerte a la Nueva España. Con trescientos pesos que le dieron sus padres, y otros setecientos que le dio un hermano, llegó a América.
Hizo viajes al interior de aquel reino y al puerto de Acapulco, según parece, como dueño de un gran patache de mulas. Tuvo buena suerte en sus negocios, y con los fondos adquiridos se trasladó a Guatemala en donde tuvo aún mejor suerte, llegando a hacerse dueño de varias haciendas de ganado y de jiquilite, en las provincias de Guatemala y de El Salvador.
De acuerdo al "Sermón panegírico" que a su muerte predicó en el colegio apostólico de la Nueva Guatemala de la Asunción el fray José Mariano Vidaurre., junto con unos socios extrajo plata en Tegucigalpa y se dedicó a la habilitación de las cosechas de añil, en lo que, como en los otros negocios, obtuvo pingües ganancias. Abrió casa de banco en Santiago de los Caballeros de Guatemala, y fue un acreedor nada exigente, que prestaba á moderado precio y que sabía proteger al hombre trabajador. Las virtudes que lo adornaban eran la humildad y la caridad.
Eventualmente compró el título de marqués, el cual fue el único título de Castilla, que existió en Guatemala. 
Aycinena se casó en tres oportunidades: 
- Su primer matrimonio fue con Ana Carrillo y Gálvez, con quien tuvo a Vicente de Aycinena - II marqués de Aycinena- y José de Ayciena, doctor y coronel del ejército español.[4]
- En segundas nupcias se casó con Micaela Nájera y Meneos, con quien tuvo a Sofía Bernarda, Josefa, y Micaela de Aycinena. Ellas contrajeron matrimonio con Tadeo Muñoz y Piñol, Juan B. Marticorena y José Manuel Pavón y Muñoz.[4]
- Su tercera esposa fue Micaela Piñol y Muñoz, con quien procreó á la célebre Madre Teresa de la Santísima Trinidad, Miguel - provincial de Santo Domingo -, Juan Fermín - coronel de milicias -, Ignacio, José María y Mariano de Aycinena, quien se casó con María de la Luz Batres y fue jefe del estado de Guatemala en 1829.[5]

Su familia - conocida como Clan Aycinena - llegó a ser la columna vertebral del partido conservador en Guatemala, y tuvo gran influencia en los destinos de Guatemala durante el gobierno del capitán general Rafael Carrera entre 1840 y 1865.
De acuerdo a lo escrito por el doctor Pedro Molina —quien era enconado liberal y rival político de los Aycinena— en 1827, «el clan era más tirano que los reyes de España durante su gobierno, acostumbrándose a tratar a las clases oprimidas, como á seres que había producido la naturaleza sólo para sus comunidades: ocupaban todos los empleos que los españoles europeos no llenaban: sólo ellos tenían derecho de cultivar sus talentos, desarrollar sus facultades naturales y recibir una educación fina y decente. Aun el orden sagrado lo hicieron un bien patrimonial contra la ley evangélica, que no separa de él á ninguna clase de hombres: vendían la justicia y los provincianos jamás, jamás ganaban un solo pleito contra ellos, por claros que fuesen sus derechos, después de gastar inmensas sumas. Compraban los añiles al precio más bajo, mandando al efecto un agente o apoderado, para que como único comprador, los tomase á su antojo, porque no siendo libre el comercio, no era lícito vender a todos».
Pero no eran solamente los liberales quienes atacaban a la familia Aycinena; respecto a la aseveración hecha por Molina de que esas familias llenaban la mayor parte de los empleos que los españoles no ocupaban, en 1821 el conservador José Cecilio del Valle —en su periódico El Amigo de la Patria— publicó que los miembros de la familia Aycinena «llenaban ellos solos, sesenta y cuatro destinos y percibiendo por sueldos asignados á ellos la suma de ochenta y nueve mil veinticinco pesos, suma que, para aquellos tiempos y para una sola familia, no puede menos que calificarse de escandalosa».  «Pero no era sólo esto. En el consulado de comercio, el espíritu de la misma familia era omnipotente, y antes de que la población criolla tuviera el derecho de elegir -que le fue conferido por la constitución de 1812- se veía el nepotismo en el Ayuntamiento», principal ente político de los criollos guatemaltecos.